# Lomatipa, Tlaquilpa
Lomatipa är en ort i Mexiko.   Den ligger i kommunen Tlaquilpa och delstaten Veracruz, i den sydöstra delen av landet, 230 km öster om huvudstaden Mexico City. Lomatipa ligger 2 240 meter över havet och antalet invånare är 145.
Terrängen runt Lomatipa är lite bergig, och sluttar österut. Runt Lomatipa är det ganska tätbefolkat, med 93 invånare per kvadratkilometer. Närmaste större samhälle är Zongolica, 14,5 km nordost om Lomatipa. Omgivningarna runt Lomatipa är en mosaik av jordbruksmark och naturlig växtlighet.